# Oumiao (köpinghuvudort i Kina, Hubei Sheng, lat 31,86, long 112,17)
Oumiao är en köpinghuvudort i Kina. Den ligger i provinsen Hubei, i den centrala delen av landet, omkring 250 kilometer nordväst om provinshuvudstaden Wuhan. Antalet invånare är 66 575. Befolkningen består av 32 810 kvinnor och 33 765 män. Barn under 15 år utgör 15,0 %, vuxna 15-64 år 73 %, och äldre över 65 år 10,0 %.
Runt Oumiao är det ganska tätbefolkat, med 248 invånare per kvadratkilometer. Närmaste större samhälle är Dongjin, 19,0 km norr om Oumiao. Trakten runt Oumiao består till största delen av jordbruksmark.
Genomsnittlig årsnederbörd är 1 060 millimeter. Den regnigaste månaden är augusti, med i genomsnitt 176 mm nederbörd, och den torraste är december, med 19 mm nederbörd.